# Seznam finskih računalnikarjev
Seznam finskih računalnikarjev.

## O
- Jarkko Oikarinen

## T
- Linus Torvalds

## Y
- Tatu Ylönen